# Facing You
Facing You es un álbum en solitario del pianista de jazz Keith Jarrett grabado el 10 de noviembre de 1971 y lanzado en ECM en marzo del año siguiente y fue el primero de Jarrett con dicho sello. El álbum se grabó en Oslo en un solo día, aprovechando que Jarrett tuvo un día libre durante una gira por Noruega con el septeto de Miles Davis y ha sido elogiado como "una grabación emblemática de piano solo" que "alteró el curso del jazz".

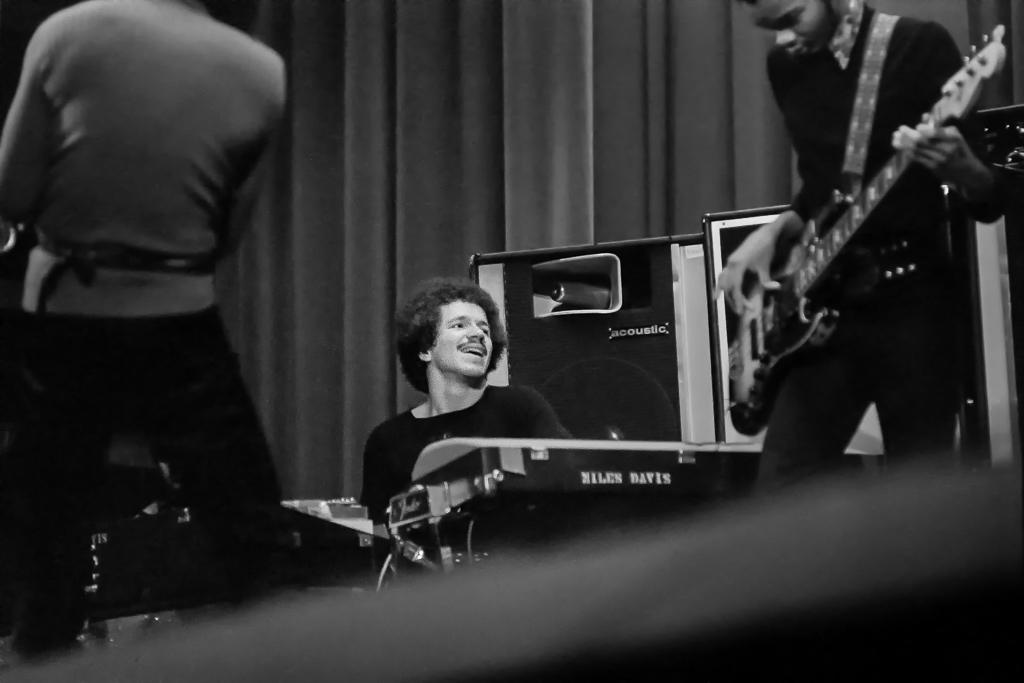
Keith Jarrett tocando en el grupo de Miles Davis

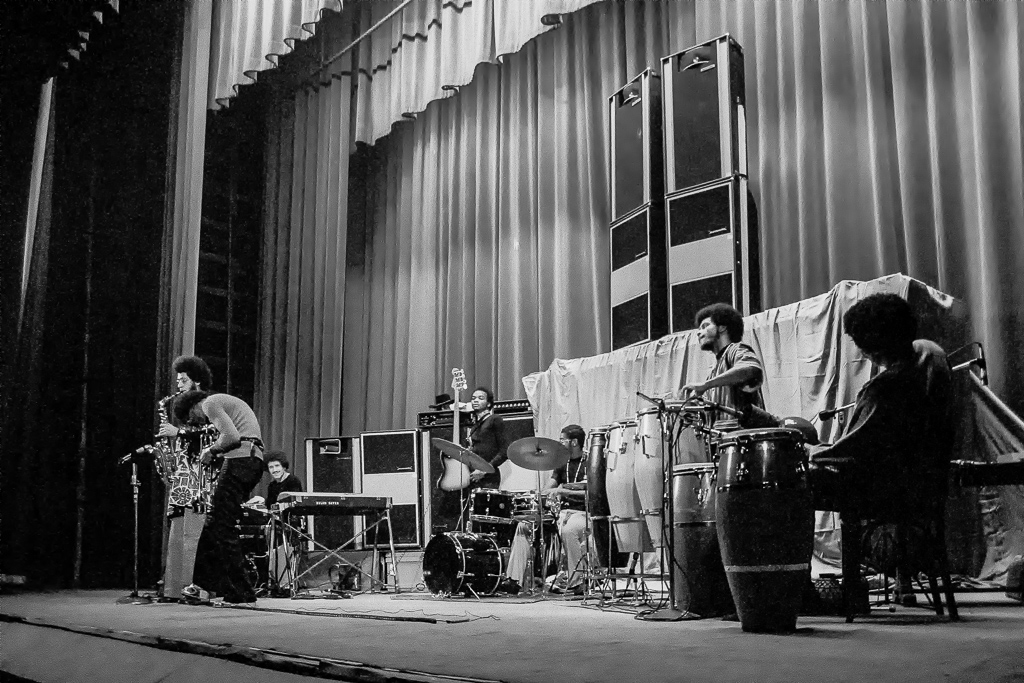
Grupo de Miles Davis con Keith Jarrett - 1971

## Secuelas y legado
En una entrevista de 2000 con Terry Gross, Jarrett explicó cómo surgió la idea de sus largos conciertos de piano solo:
Empezó quizá como resultado de la grabación del álbum 'Facing You', no lo recuerdo bien. Pero sí puedo recordar como en el Festival de Jazz de Heidelberg, donde imagino que era algo conocido, salí e hice una actuación en solitario; eran melodías, pero comencé a conectarlas de alguna manera. Por ejemplo, hacía partes de transición que conectaban esas partes. Y luego, de alguna manera, eso se fue transformando poco a poco en un concierto completo en solitario, donde no hay canciones en absoluto y todo se improvisaba en el momento.
En una entrevista en Down Beat con Bob Palmer, Jarrett expresó su gratitud a Manfred Eicher por la oportunidad de grabar para ECM: "Si no me hubiera encontrado con él, no habría hecho álbumes en solitario, ni Facing You, y mucho menos exitosos álbumes triples. Tendría un escritorio lleno de partituras que nunca se habrían ensayado, por no hablar de tocado o grabado. No hay forma de que pueda agradecer esa oportunidad que llegó a mí tan temprano y en tan buen momento, excepto producir más música para ECM. Ellos asumieron el riesgo y el gasto, fue el mismo Manfred el que lo hizo".
En una reseña de 1972 para Rolling Stone, Bob Palmer llamó al álbum "quizás la mejor grabación de piano solo desde que Art Tatum nos dejó".

## Recepción crítica
El álbum ganó el Gran Premio de Festivales de Montreux en 1973.
La reseña de AllMusic de Michael G. Nastos le otorgó al álbum 4½ estrellas, afirmando:
Un esfuerzo notable que con cada escucha revela más y más; esta grabación ha resistido la prueba del tiempo y es, sin lugar a dudas, una de las tres mejores grabaciones en la larga y legendaria carrera de Keith Jarrett. Facing You es una de las grabaciones más importantes del jazz contemporáneo por varias razones: además de estar bellamente concebida y ejecutada por el pianista Keith Jarrett, se trata de una grabación emblemática de un solista de piano en cualquier disciplina, una pieza emblemática en la discografía inicial del sello ECM, un claro alejamiento del jazz convencional, un gran avance para Jarrett y un preludio de estudio para su posterior proyecto solista más famoso, The Köln Concert.
En octubre de 2007 Ted Gioia le dio al tema "In Front" una calificación de 100/100 para jazz.com, señalando:
Aquí, en la primera pista de su primera grabación de piano solo, Keith Jarrett anuncia una nueva era en la música de jazz para piano. Incluso hoy, décadas después, podemos escuchar las repercusiones que tuvo en los estilos de piano contemporáneos. Jarrett ayudó a dar forma a un nuevo lenguaje para la música improvisada, demostró las maravillas de su concepción y toque, exploró nuevos caminos de desarrollo temático y recalibró los roles de las manos izquierda y derecha en el piano de jazz, todo en el transcurso de una actuación de apenas diez minutos. Mis momentos favoritos: el ritmo ostinato funky que comienza justo antes del cuarto minuto, y luego la brillante resolución que amanece dos minutos después. Jarrett aún tenía por delante sus primeros discos de conciertos en solitario —los edificios de Bremen, Lausana y Colonia—, pero aquí, a los 26 años, había llegado, ya no como el joven prodigio del jazz, sino como un artista maduro que trazaba el futuro.
En un artículo para JazzTimes en 2011, el pianista Kenny Werner afirmó:
Hay tantas cosas en esta pieza, empezando por la mano izquierda interactiva de Jarrett y el sutil acompañamiento de la mano derecha. Las armonías son indudablemente nuevas; todas las hermosas complejidades de la cabeza se liberan en un estilo híbrido de boogie-woogie o barrelhouse. En una época en la que el jazz era muy moderno y poco sentimental, Jarrett reintrodujo elementos estadounidenses tempranos que hoy damos por sentados, inventando de alguna manera la armonía estilo country/góspel empleada por muchos artistas contemporáneos. De manera similar, en los años 60 y 70, el estilo de interpretación lineal sobre cambios de acordes tendía a ser más rítmico que melódico y generalmente basado en escalas pentatónicas. Jarrett reintrodujo un elemento de ornamentación que no se había escuchado desde la música de Liszt y Chopin... Aunque su grabación en solitario más famosa, The Köln Concert, y todas las grabaciones en solitario posteriores son mucho más conocidas por el público, para mí su primera grabación en solitario, Facing You, es la reina suprema. Su enfoque innovador hacia la composición y el desarrollo musical fue impactante en su época. Jarrett irradiaba tanta calidez, corazón y belleza en su forma de tocar como virtuosismo e intelecto. La forma de tocar de Jarrett representa niveles nuevos e innovadores de desarrollo armónico, rítmico y melódico combinados con la más amplia creatividad imaginable. Fue un nuevo estándar en su época y lo sigue siendo hoy.

## Listado de canciones
Todas las canciones escritas y compuestas por Keith Jarrett. 
| N.º   | Título                       | Duración |  |
| 1.    | «In Front»                   | 10:09    |  |
| 2.    | «Ritooria»                   | 5:57     |  |
| 3.    | «Lalene»                     | 8:39     |  |
| 4.    | «My Lady, My Child»          | 7:24     |  |
| 5.    | «Landscape for Future Earth» | 3:36     |  |
| 6.    | «Starbright»                 | 5:07     |  |
| 7.    | «Vapallia»                   | 3:57     |  |
| 8.    | «Semblence»                  | 3:02     |  |
| 47:51 |                              |          |  |

## Créditos
- Keith Jarrett: piano

### Técnicos
- Manfred Eicher:productor
- Jan Erik Kongshaug: ingeniero de grabación
- Danny Michael: fotografía
- Barbara y Burkhart Wojirsch: diseño de portada y maquetación